# Марціан Капелла
Марціа́н Мінне́й Фе́лікс Капе́лла (лат. Martianus Mineus Felix Capella; ? — 425/428) — давньоримський письменник-енциклопедист часів пізньої Римської імперії та Західної Римської імперії.

## Життєпис
Народився у м. Мадура (провінція Африка). Тут він здобув навчання. Згодом перебрався до Карфагена, де мав практику правника. Тут Марціан прожив решту життя й сконав напередодні загарбання північної Африки армією вандалів. До кінця свого життя Марціан Капелла залишався прихильником поганської віри.

## Творчість
Основною працею Марціана є енциклопедичний твір «Про шлюб Філології та Меркурія». Тут під значенням «Філологія» йдеться про знання, які поєднуються з розумом в особі Меркурія. Ця енциклопедія складається з матеріалів щодо граматики, діалектики, риторики, геометрії, арифметики, астрономії, гармонії або музики. Ця праця Марціана була дуже популярною у Середньовіччя серед вчених з огляду на те, що тут зібрані основні знання античності з перелічених дисциплін.